# Elena Ilina
Pour les articles homonymes, voir Ilina.
Elena Ilina,  (en russe : Елена Ильина), nom de plume de Lia Yakovlevna Preïs (née Marchak) est une femme écrivain soviétique, née le 16 juin 1901 (29 juin dans le calendrier grégorien) à Ostrogojsk dans le Gouvernement de Voronej (Empire russe) et morte à Moscou ( Union soviétique) le 2 novembre 1964.

## Biographie
Elle naît Marchak dans une famille juive dont le père Yakov est contremaître dans une usine de fabrication de savon et la mère, femme au foyer. C'est la benjamine car elle a deux frères, Samouil et Ilya, âgés respectivement de 13 et de 5 ans à sa naissance. La famille habite à Ostrogojsk depuis un an seulement et va en repartir l'année suivante pour Saint-Pétersbourg, son père changeant souvent de travail et de résidence à cause, entre autres, des « tracasseries » faites aux juifs à cette époque.
Elle poursuit ses études et sort diplômée de l'institut d'histoire de l'Art de Léningrad en 1926 alors que l'année précédente elle avait déjà publié une histoire dans un magazine Новый Робинзон (Le Nouveau Robinson) et sorti son premier livre Турусы на колӫсах (Les Tourousses sur roues?).
Elle a écrit Le 4e obstacle publié en 1945 et traduit en français en 1963 aux Éditions du Progrès par Stella Ajzenberg et illustré par A. Bélioukine : ce livre raconte la vie de l'actrice Goulia Koroliova (ru) morte héroïquement au combat à Stalingrad alors qu'elle n'avait que 20 ans. Cet ouvrage a été la base du scénario d'un film porté à l'écran par Igor Voznessenski (ru). Elle est aussi l'auteure en 1964 d'Un voyageur infatigable, roman documentaire pour les enfants sur l'enfance et la jeunesse de Karl Marx. C'est d'ailleurs, souvent, pour les jeunes lecteurs et les jeunes écoliers qu'elle écrit des poèmes, des histoires et des contes dans des livres ou des magazines comme Ioj (Ёж - Le Hérisson) mais aussi Tchij (Чиж - le Tarin), Koster (Костёр - Feu de joie), Pioner (Пионер - Le Pionnier), Mourzilka (Мурзилка) qui leur étaient destinés.
Connaissant plusieurs langues étrangères, pour améliorer son niveau de vie, elle a traduit en russe des œuvres de la littérature étrangère et un livre de poèmes bachkirs.
Déclarée ennemi du peuple pendant les Grandes Purges, elle passe de nombreuses années en prison et dans des camps. Usée prématurément, elle meurt à 63 ans. Désormais elle repose au cimetière de Novodevitchi à côté de son mari, l'historien Ilya Isaakovitch Preïs.

## Œuvres
- 1925 : Les Tourousses sur roues (Турусы на колӫсах)
- 1927 : Le Sceau du directeur général (Печать управдома)
- 1928 : Deux orphelinats (Два детдома)
- 1930 : Pie corneille (Сорока ворона)
- 1930 : Notre train (Наш поезд)
- 1931 : Blanc-roux (Белая Рыжая)
- 1936 : La Montagne de l'ours (Медведь-гора)
- 1937 : Un invité poilu (Пушистый гость)
- 1936 : La Traversée de la frontière (Переход через границу)
- 1936 : Le Vingt-troisième passager (Двадцать третий пассажир)
- 1938 : Honorino : le récit d'un garçon espagnol (Онорино : рассказ испанского мальчика)
- 1941 : Quatre mois de mai (Четыре мая)
- 1945 : Le Quatrième sommet (Четвёртая высота)
- 1954 : Top-top (Топ-топ)
- 1955 : C'est mon école (Это моя школа) qui devait avoir pour titre Toujours prêts (Всегда готовы)
- 1959 : Un invité poilu (Пушистый гость 2e version)
- 1963 : C'était l'anniversaire de Katia (Был у Кати день рожденья)
- 1964 : Un voyageur infatigable (Неутомимый путник)
- 1974 : Un bruit et un petit bruit (Шум и шумок)

- Dates non trouvées :
- В автобусе (Dans l'autobus)
- Liochka, le sans-abri  (Лёшка беспризорный)

## Sources
Cette page est un enrichissement de texte à partir des pages Wikipédia en russe et en bulgare consacrées à Samouil Marchak et à Elena Ilina, de "http://readly.ru/author/5058/" et de "http://encyclopedia2.thefreedictionary.com/Elena+Ilina" 